# Agostino Ciampelli
Agostino Ciampelli, född 29 augusti 1565 i Florens, död 22 april 1630 i Rom, var en italiensk målare under barocken.

## Verk i urval
- Fresker med scener ur den heliga Bibianas liv – Santa Bibiana[1]
- Den helige Andreas martyrium samt fresker med scener ur andra martyrers liv – Cappella di Sant'Andrea, Il Gesù[2]
- Jungfru Marie födelse, Bebådelsen, Jungfru Marie besök hos Elisabet, Jungfru Marie kröning – Cappella della Madonna, San Giovanni dei Fiorentini[3]
- Den helige Antonius död – Cappella di Sant'Antonio, San Giovanni dei Fiorentini[4]
- Den helige Clemens martyrium – San Giovanni in Laterano[5]
- Den helige Johannes Gualbertus – Sakristian, Santa Prassede[6]
- Dekorationer i Villa Grazioli i Frascati[7]